# Manon Lescaut (film 1940)
Manon Lescaut è un film del 1940 diretto da Carmine Gallone.
È tratto dal romanzo Storia del cavaliere Des Grieux e di Manon Lescaut di Antoine François Prévost, con le musiche della derivata opera lirica di Giacomo Puccini.

## Trama
Manon scappa col cavaliere Des Grieux, poi diventa una mondana di lusso, venendo quindi deportata nelle Americhe, dove troverà la morte.

## Distribuzione
Il film arrivò nelle sale cinematografiche italiane il 2 febbraio 1940.